# Porządek alfabetyczny
Porządek alfabetyczny – zbiór reguł używanych do porządkowania terminów i haseł.
Zagadnienie porządkowania wyrazów należy rozpatrywać w kilku płaszczyznach.

## Porządkowanie wyrazów w słownikach, skorowidzach
Najistotniejszy z praktycznego punktu widzenia jest zapewne problem szeregowania terminów, nazwisk itp. w rozmaitych słownikach i encyklopediach. Problem ten jest ściśle powiązany z językiem naturalnym, w jakim ukazuje się publikacja. Miarodajna dla języka polskiego jest norma PN–80/N–01223 pt. „Szeregowanie alfabetyczne”. Mimo że nie jest ona do końca wyczerpująca, to podaje główne zasady, które należy stosować przy sortowaniu terminów w rozmaitych katalogach, bibliografiach, opracowaniach i in.
1. Porządek alfabetyczny powinien być zgodny z porządkiem liter w alfabecie polskim uzupełnionym o litery q, v, x. Porządek jest więc następujący:
a ą b c ć d e ę f g h i j k l ł m n ń o ó p q r s ś t u v w x y z ź ż.
2. Znaki diakrytyczne charakterystyczne dla języków obcych nie mają wpływu na porządek. Przykład: Hašek < Hass
2a. Dopuszcza się również nieuwzględnianie w szeregowaniu polskich znaków diakrytycznych. Reguła ta zdaje się nie być nigdzie stosowana. Przykład: miecz < mięczak < miedza
3. Spacje i znaki interpunkcyjne umieszczane są przed literami alfabetu. Przykład „mur z cegły” < „murawa”
4. Mała litera w porządku alfabetycznym występuje przed wielką literą. Na przykład: arab < Arab. Reguła ta jest rzadko przestrzegana przez wydawców polskich.
5. W skorowidzach należy, niezależnie od sposobu zapisu, liczebniki główne i porządkowe porządkować jednakowo tj. według wartości liczbowej:
1 < 5 < ósmy < trzynaście < 17 < XXI < Agnieszka < Antoni < ... < Żanka
Reguły te bywają różne na gruncie różnych tradycji językowych i pisarskich. W niektórych wypadkach stosowane są nawet różne normy dla różnych sytuacji (np. słowniki, książki telefoniczne, encyklopedie).
Brak jest wytycznych co do sortowania islandzkiej litery Thorn. Ponieważ jest to litera podstawowa (tj. nie powstała przez dołączenie znaku diakrytycznego do innej), nie znajduje tu zastosowania reguła 2. Litera ta nie pochodzi z alfabetu łacińskiego, lecz została do niego dołączona (grecko-fenicka). W języku islandzkim od IX w. stosowany jest porządek ... < X < Y < Z < Þ. Rozwiązanie to może być również zastosowane w języku polskim.